# シャイニング (テレビドラマ)
『シャイニング』（The Shining）は、1997年に制作されたアメリカのテレビドラマ。スティーヴン・キングの同名小説の2度目の映像化になる。
キングはスタンリー・キューブリック版の『シャイニング』について、ジャック・ニコルソンによるジャック・トランスの造型や、物語の中核になるはずの「かがやき」の存在が希薄になり、単なる怨霊ホラーになっていた点に不満を持っていた。そこで、自分の理想を実現すべく、キング自身の脚本による再映像化が進められた。『シャイニング』のドラマ化の権利を持っていたのはキューブリックであったが、キングが映画に関する非難をやめることを条件として製作を許諾した。1997年にABCで放映された。
作品自体高い評価を受けてプライムタイム・エミー賞 作品賞 (ミニシリーズ部門)にノミネートされた。
DVDはワーナー・ホーム・ビデオから2003年8月8日リリース。全部で4時間半と長くなることから、2枚組となり、1枚目が珍しい両面1層、2枚目が片面1層となり、各面に本編が90分ずつ分散収録された。特典は2枚目に収録されている。

## あらすじ
ジャック・トランスは自身の持つアルコール依存症及び癇癪により教師の職を失う。そして約一年前に酒に酔った影響で息子ダニーに大怪我を負わせていたことにより家族をも失いかけていた。自身の変わりようを恐れたジャックは、妻ウェンディに対して、もし今後酒を飲むようなことがあれば、一人で家を出ていき、アルコール依存症患者として生きていくよりも自ら命を絶ちたいとほのめかす。
禁酒に努め、作家を目指すジャックは、コロラド州ロッキー山脈内のコロニアル様式建築物であるオーバールックホテルの管理人としての仕事を始める。ジャックはこの仕事が生活に必要な資金をもたらし、自身の初の劇作品を完成させるまでの時間を与えてくれると信じていた。
オーバールックホテルに到着しコック長のディック・ハロランと会うと、ダニーは自身の持つ超能力「シャイニング」で言葉を交わすこと無くテレパシーで彼と会話ができることに気づく。同じ能力を持つハロランは、今後ホテルの中で必要になった時には、いつでも助けを求めるよう伝える。その後トランス一家は、他の従業員が帰宅する前に、ホテルの中を案内される。
ホテルで生活するうちに、このホテルには悪意のある力が宿っており、それらが不吉な目的のためのダニーを取り込もうとしていることが徐々に明らかになる。この力はダニーのみが姿を見ることができる謎の存在トニーとのやり取りや、点滅するランプや怪奇的な声等を家族に見せることにより明らかになっていく。ダニーは誰よりも早くホテルの悪霊の存在に気づき、恐怖の現場を視覚的に体験させられ、冬の間に遭遇するものの存在を両親に警告する。
かつてホテルに取り込まれた結果、自身の家族を惨殺し自殺を遂げたデルバート・グレイディーに率いられた悪霊は、次第にジャックの前にも現れ始める。グレイディー及びその他の悪霊はジャックに対して、ウェンディーとダニーはジャックを裏切り始めており、彼らを殺害する他ないと教唆し始める。更にジャックに対してバーを提供し、再び酒に溺れさせる。ジャックが正気を失い始めたことにより、ウェンディーは自身やダニーの身の危険を感じるようになる。
その後、悪霊に取り込まれたジャックは、次第に家族を襲い始める。テレパシーでダニーの身の危険を察知したハロランは、フロリダからコロラドへ向かうものの、到着直後にジャックにクロッケーのマレットで襲われ瀕死となる。一時的に悪霊から逃れ正気を取り戻したジャックに対して、ダニーはテレパシーでホテルのボイラーが放置されていることを伝える。ダニー、ウェンディー及びハロランは爆発を恐れてホテルから脱出する。ジャックは再び悪霊に取り込まれぬよう、自分自身を犠牲にする代わりに、意図的にボイラーの圧力を下げずに爆発させ、オーバールックホテルを破壊する。
10年後、高校を卒業するダニーの姿は、他の誰でもないトニーであった。ウェンディーとハロランが出席していたが、ジャックの魂もそこにおり、誇りを持ってダニーを見つめる。その頃コロラドでは、オーバールックホテルが夏のリゾート地としてそびえ立っており、今後犠牲者となる人々を待ち続けている。

## キャスト
※括弧内は日本語吹替版キャスト。名前が2つある役柄はソフト版／NHK放映版（初出：2002年8月BS2）の順。
- ジャック・トランス - スティーヴン・ウェバー（大塚明夫／井上倫宏）
- ウェンディ・トランス - レベッカ・デモーネイ（日野由利加／山崎美貴）
- ダニー・トランス - コートランド・ミード（大谷育江／菊池いづみ）
- ディック・ハロラン - メルヴィン・ヴァン・ピーブルズ（田中信夫／山野史人）
- トニー - ウィル・ホーネフ（保志総一朗／佐藤淳）
- ピート・ワトソン - パット・ヒングル（藤本譲／佐々木敏）
- スチュアート・アルマン - エリオット・グールド（小山武宏／小林修）
- ホレス・ダーウェント - ジョン・ダービン（仲野裕／小川真司）
- デルバート・グレイディ - スタンリー・アンダーソン（岩田安生／羽佐間道夫）
- ウェイトレス - ショウニー・スミス
- ハウイー - サム・ライミ
- ゲージ・クリード - スティーヴン・キング
- ダニエル・エドワーズ医師 - マイケル・オニール（クレジットなし）（牛山茂）
- マーク・トランスの声 - ミゲル・フェラー（クレジットなし）（大塚周夫）

## スタッフ
- 監督 - ミック・ギャリス
- 製作 - マーク・カーライナー
- 原作 - スティーヴン・キング
- 脚本 - スティーヴン・キング
- 製作総指揮 - スティーヴン・キング

## 製作

### 企画
このTVシリーズは、スタンリー・キューブリックが1980年に製作した同名映画について、原作者のスティーブン・キングが満足しなかったことにより製作された。ドラマ化の権利を持っていたキューブリックに対して、より原作に近い形での再実写化の許諾を得るため、キングは映画に対する批判を慎むことに同意した。キングは、オーバールックホテルに到着する前からジャック・トランスがあたかも正気を失っていたというような描写に対して不満を抱いていた。本作に先駆けて製作された『It』、『トミーノッカーズ』、『ザ・スタンド』におけるキング原作小説のドラマ化成功により、製作のアメリカン・ブロードキャスティング・カンパニーはキングに対して脚本の製作を積極的に依頼した。
キューブリック版シャイニングにおけるジャック・ニコルソンと比較されてしまうため、キャスティングチームはジャック・トランス役を決定するにあたり非常に苦労することとなった。検討された多くの俳優の中には、ティモシー・デイリーやゲイリー・シニーズが含まれていた。
キングは非常にイライラした状態となり、ジャック・トランス役がうまくまとまらない場合は、「更に18年待つこととなる」と周りに脅しをかけた。最終的に、レベッカ・デモーネイの推薦により、撮影開始のわずか4日前にウェバーが採用された。ウェバーは同じくミック・ギャリスが監督を務めたTVシリーズ『ザ・スタンド』のファンであり、脚本について重層的であるとして役を受け入れた。キングはデモーネイをウェンディー役として選出した一人であった。プロデューサーは1994年に彼女にアプローチしており、デモーネイは脚本に対して、キューブリック版よりも「怖く」「不穏で」「娯楽性」が高いものと評価し、役を受け入れた。

### 撮影
このTVシリーズを製作する動機とは裏腹に、本作の演出はコロラド州エステスパークにあるスタンレー・ホテルという、オリジナルストーリーを思い起こすために重要な場所を使用した。キングはそのホテルを着想を得るためのホテルとして活用していた。更にいくつかの内観についてもデンバーで撮影された。監督ギャリスはそのホテルを閉所恐怖症の空気感を演出できるように孤立した状態で描いた。スタッフは、ホテルの闇を強調することによりこれを実現し、ホテルのいくつかの場所を白及び茶で塗り替えた。
1997年、製作チームはデンバーが最も雪に見舞われる時期である3月にスタンレー・ホテルで撮影を開始した。しかし、スタンレー・ホテルがエステスパークエリアの殆どのエリアと同様に雪が降らない場所であり、即ちデンバーで最も雪が降らない場所であることにスタッフ陣は撮影開始日に気づくこととなった。結果的に、彼らはロサンゼルスから送られてきたスノーマシーンのために10万ドルを費やした一方で、撮影日の「3日ないしは4日間」は幸運にも実際に降雪があった。プロデューサーのマーク・カーリナーはこの幸運な降雪を、ロッキー山脈の最頂部でユト族のシャーマンが儀式を行っていたものによるものだろうと語った。監督の妻であり217号室の腐敗した女性を演じたシンシア・ギャリスや、ミードの演技指導を担当したドーン・ジェフリー・ネルソンらのキャストやスタッフは、撮影中にホテル内で超常現象が発生したと主張した。
複数のキャストは撮影を楽しんだ。ミードは以前にも『ヘルレイザー4』等のホラー映画への出演経験があったため、全く怖がることがなかった。ジョン・ダービンは、彼が演じたホレス・ダーウェントの「狂気」を楽しんでいた。しかし、ウェバーにとっては役を演じることは非常に困難であった。何故なら、撮影は物語の時系列順に行われなかったため、物語の進行に伴って徐々に悪化していくジャックの精神状態を掴むことが困難であったためである。